# Val Vigezzo
La Val Vigezzo (Val Vigèzz in lombardo occidentale) o più comunemente chiamata Valle Vigezzo, è una delle sette valli che si diramano dalla Val d'Ossola (Provincia del Verbano-Cusio-Ossola, in Piemonte) e mette in comunicazione l'Italia con la Svizzera (Canton Ticino). È conosciuta come la Valle dei Pittori per la storica presenza di paesaggisti e ritrattisti.

## Geografia fisica

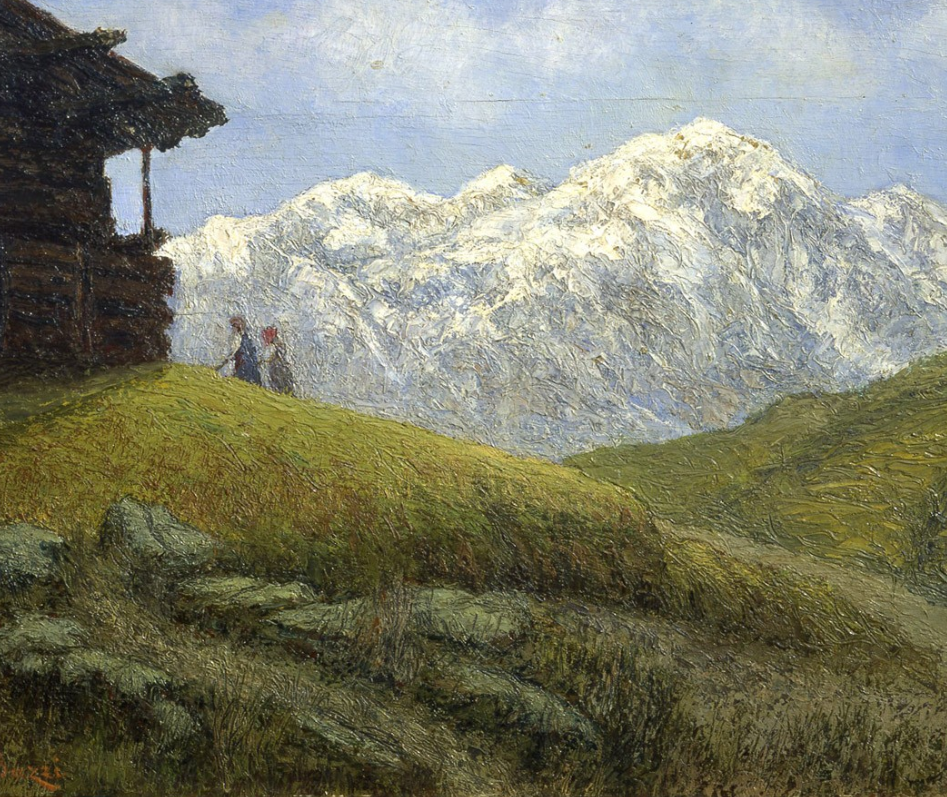
Carlo Bazzi, "La vallata vigezzina", olio su tela, Collezione Banca Intesa Sanpaolo, Gallerie d'Italia

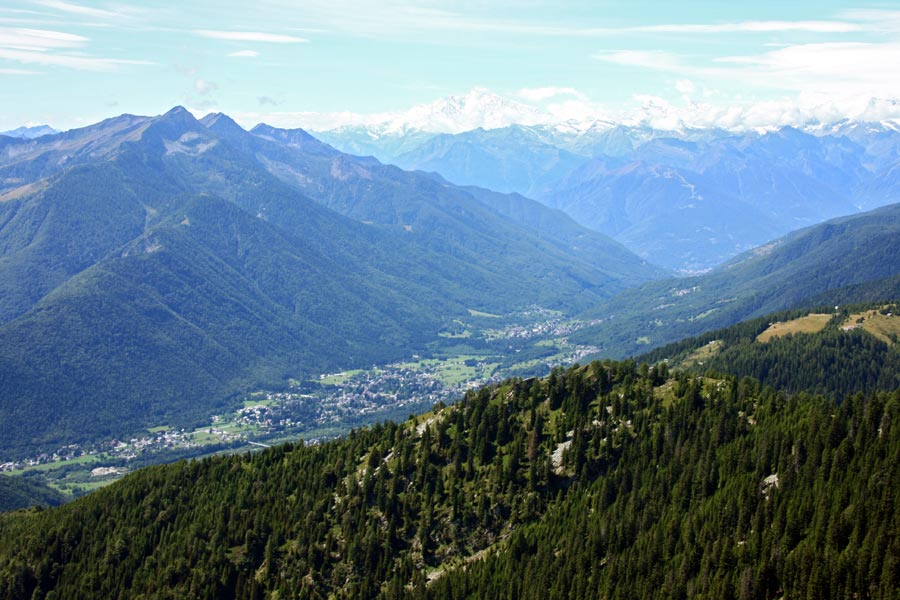
Panorama della valle dal monte Ziccher

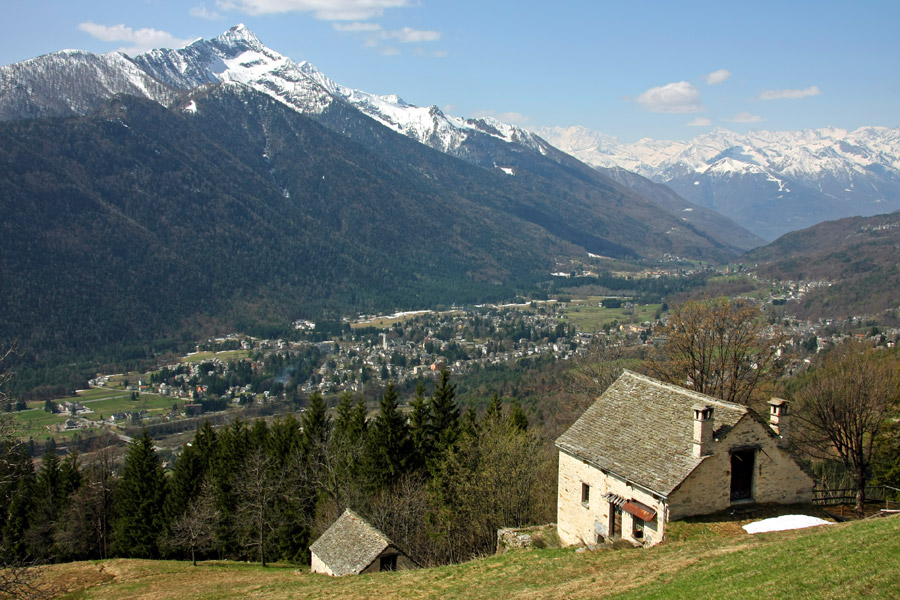
Panorama della valle salendo alla Colma di Craveggia

La Valle Vigezzo è una valle a "U" e si differenzia dalle altre valli ossolane per la sua particolare orografia, unica in Piemonte. Non è infatti una valle percorsa dal corso di un torrente dalla testata allo sbocco, con gli abitati posti a diverse altezze, bensì da due torrenti che scorrono in sensi opposti generando un'ampia vallata pianeggiante nella quale sorgono i comuni principali. Gli abitati minori sorgono invece sui due versanti, principalmente su quello rivolto a meridione.
La valle quindi non ha una fine e appare come un corridoio di origine tettonica (Linea Sempione-Centovalli), successivamente modellato dall'azione glaciale, un dolce altopiano situato intorno agli 800 metri di quota, che scende bruscamente sui due versanti opposti. Ad ovest il Melezzo Occidentale scava la stretta gola che si congiunge alla valle del Toce, mentre il Melezzo Orientale scende ad est percorrendo le Centovalli svizzere fino a portare le sue acque nella Maggia e quindi nel Lago Maggiore. Nel quaternario l'altopiano era occupato da un grande lago formatosi in seguito al ritiro dei ghiacci e prosciugatosi nel corso dei millenni grazie all'azione erosiva dei corsi d'acqua.
Il territorio presenta una ricca vegetazione ed abbondanza di acque, nonostante la modesta altitudine delle montagne circostanti e quindi l'assenza di ghiacciai o nevai.

### Clima
Il clima della valle è salubre ed ideale per un turismo di ogni età. Le precipitazioni, soprattutto piovose, sono abbondanti e superiori alla media nazionale. I venti dominanti spirano da ovest ad est longitudinalmente alla valle.

### Monti principali
Le montagne che si affacciano sulla Val Vigezzo fanno parte delle Alpi Ticinesi e del Verbano situate nelle Alpi Lepontine.
| Vetta               | Altezza (metri) | Supergruppo alpino               | Gruppo alpino                   | Sottogruppo alpino       |
| ------------------- | --------------- | -------------------------------- | ------------------------------- | ------------------------ |
| Pizzo la Scheggia   | 2466            | Gruppo dell'Onsernone            | Costiera Scheggia-Crana-Ruscada | Gruppo della Scheggia    |
| Pioda di Crana      | 2430            | Gruppo dell'Onsernone            | Costiera Scheggia-Crana-Ruscada | Gruppo della Scheggia    |
| Cima dei Casaletti  | 2417            | Gruppo dell'Onsernone            | Costiera Scheggia-Crana-Ruscada | Gruppo della Scheggia    |
| Pizzo Locciabella   | 2340            | Gruppo dell'Onsernone            | Costiera Scheggia-Crana-Ruscada | Gruppo della Scheggia    |
| Pizzo Campolatte    | 2305            | Gruppo dell'Onsernone            |                                 |                          |
| Monte Togano        | 2301            | Catena Togano-Laurasca-Limidario | Gruppo del Togano               |                          |
| Pizzo Ragno         | 2289            | Gruppo dell'Onsernone            | Gruppo del Togano               |                          |
| Pizzo Ruggia        | 2289            | Gruppo dell'Onsernone            | Costiera Scheggia-Crana-Ruscada |                          |
| Pizzo del Corno     | 2280            | Gruppo dell'Onsernone            | Costiera Scheggia-Crana-Ruscada |                          |
| Pizzo Nona          | 2271            | Gruppo dell'Onsernone            | Gruppo del Togano               |                          |
| Pizzo di Fontanalba | 2200            | Gruppo dell'Onsernone            | Costiera Scheggia-Crana-Ruscada |                          |
| Cima della Laurasca | 2195            | Catena Togano-Laurasca-Limidario | Gruppo Zeda-Laurasca            | Gruppo della Laurasca    |
| Monte Limidario     | 2188            | Catena Togano-Laurasca-Limidario | Gruppo del Limidario            |                          |
| Pizzo Stagno        | 2183            | Catena Togano-Laurasca-Limidario |                                 |                          |
| Schegge di Moino    | 2171            | Gruppo dell'Onsernone            |                                 |                          |
| Cimone di Straolgio | 2151            | Catena Togano-Laurasca-Limidario |                                 |                          |
| Cima del Sassone    | 2086            | Gruppo dell'Onsernone            | Costiera Scheggia-Crana-Ruscada | Gruppo del Pizzo Ruscada |
| Cima Trubbio        | 2064            | Gruppo dell'Onsernone            | Costiera Scheggia-Crana-Ruscada | Gruppo del Pizzo Ruscada |
| Monte Mater         | 2026            | Gruppo dell'Onsernone            | Costiera Scheggia-Crana-Ruscada | Gruppo della Scheggia    |
| Pizzo Ruscada       | 2004            | Gruppo dell'Onsernone            | Costiera Scheggia-Crana-Ruscada | Gruppo del Pizzo Ruscada |
| Monte Ziccher       | 1967            | Gruppo dell'Onsernone            | Costiera Scheggia-Crana-Ruscada | Gruppo del Pizzo Ruscada |

### Galleria fotografica dei Monti principali

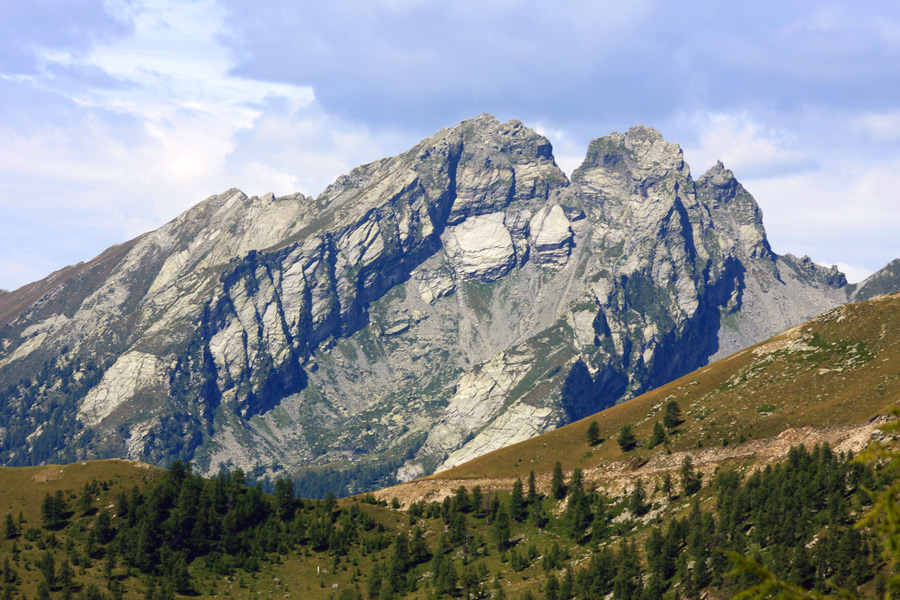
Il Pizzo la Scheggia e la Cima dei Campelli
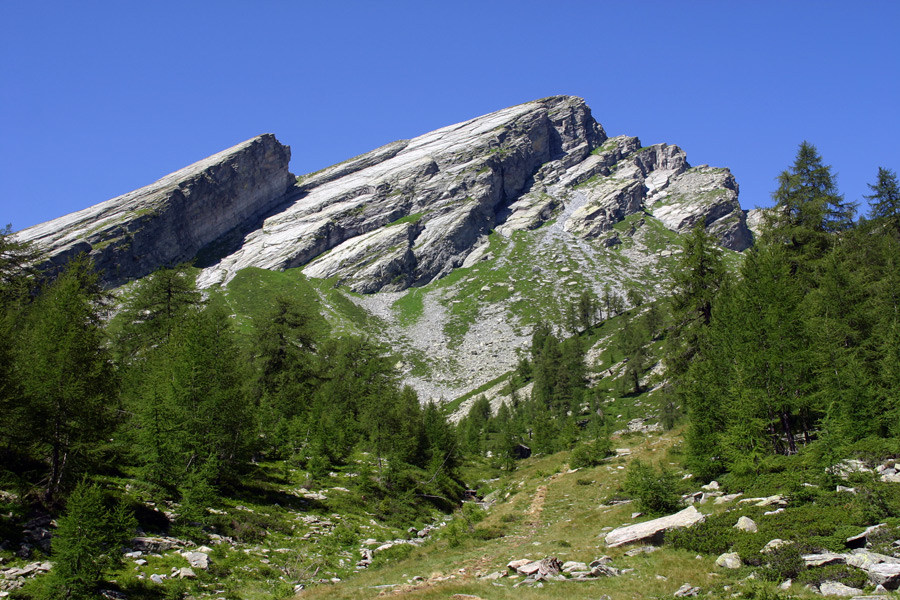
La Pioda di Crana
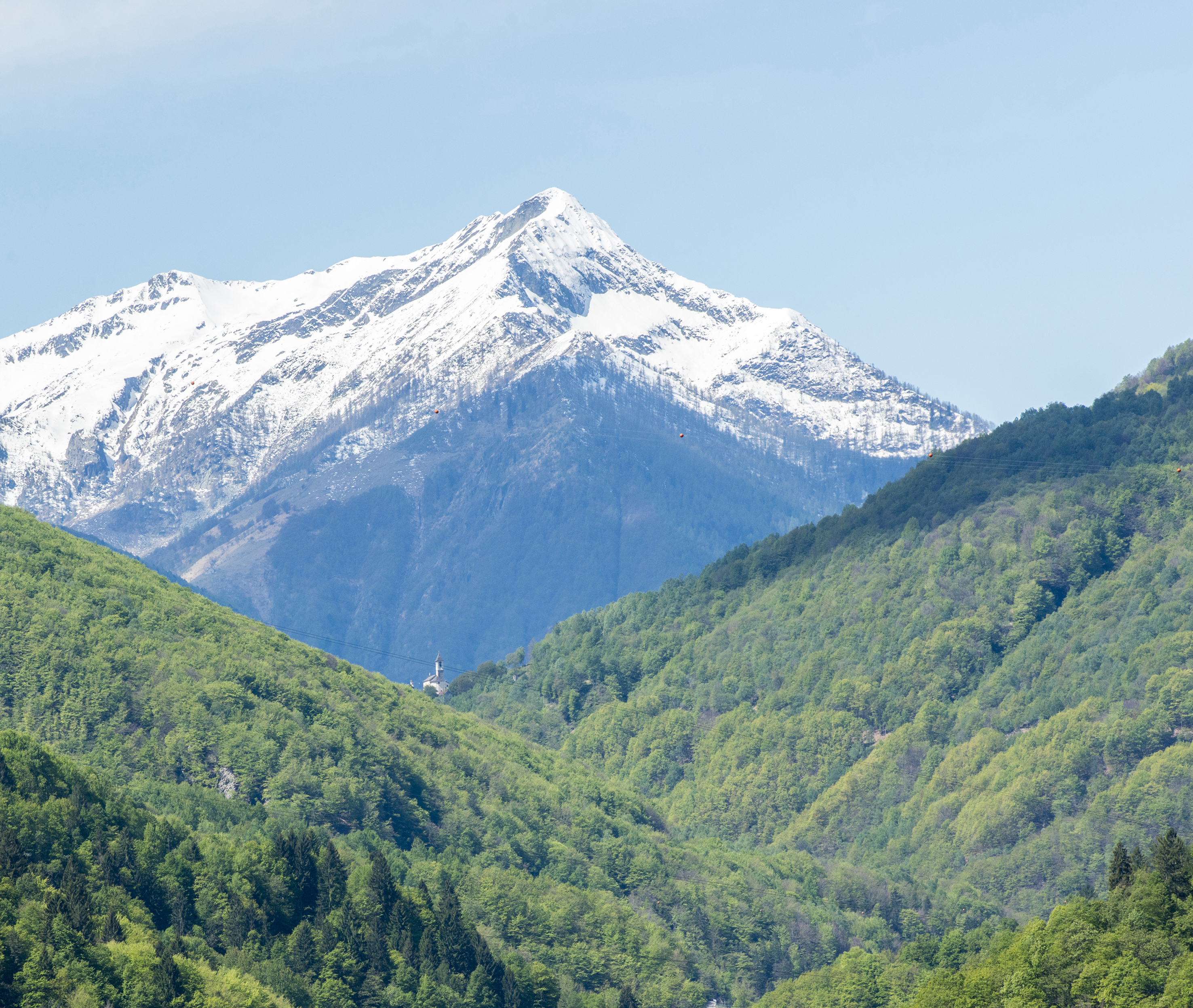
Il Monte Togano
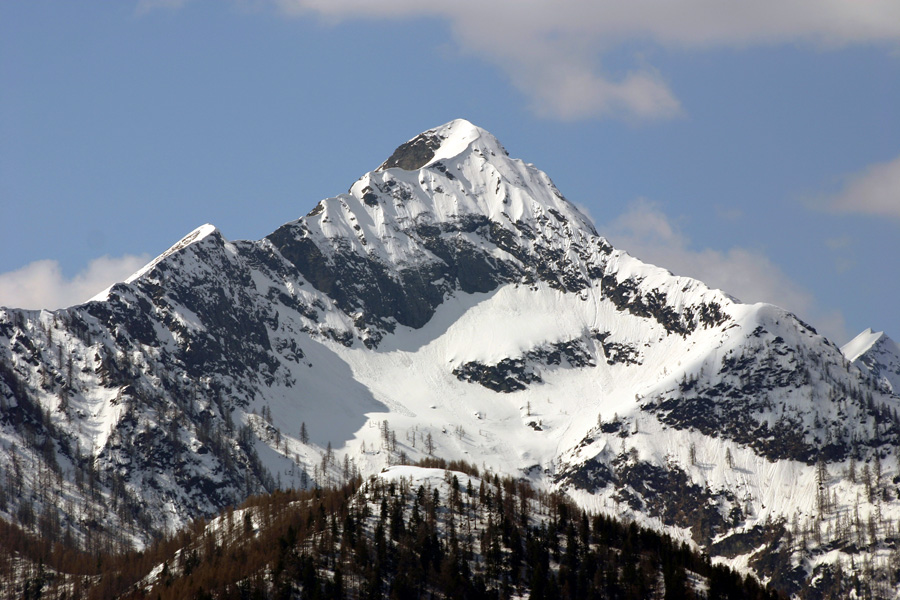
Il Pizzo Ragno
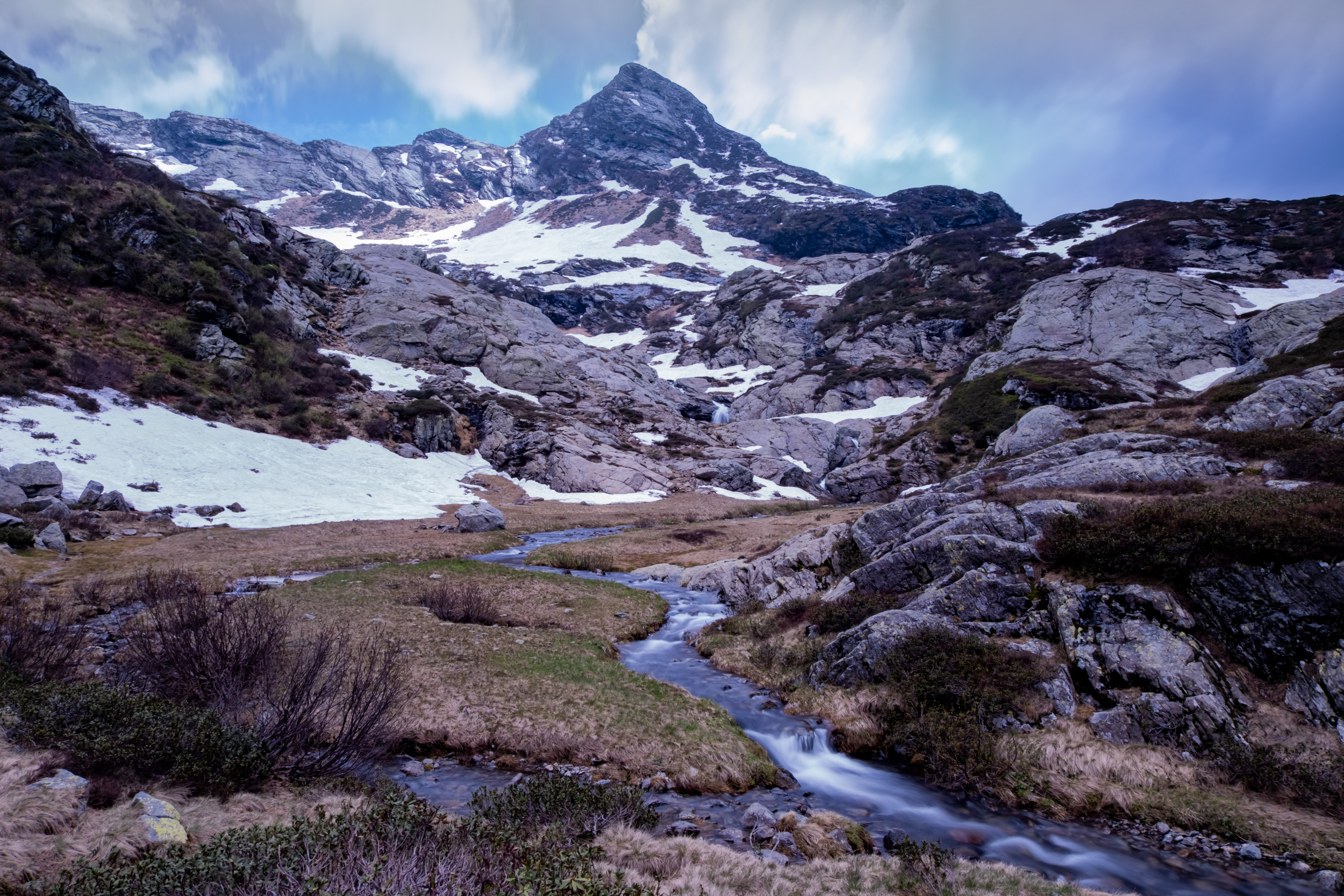
La Cima della Laurasca
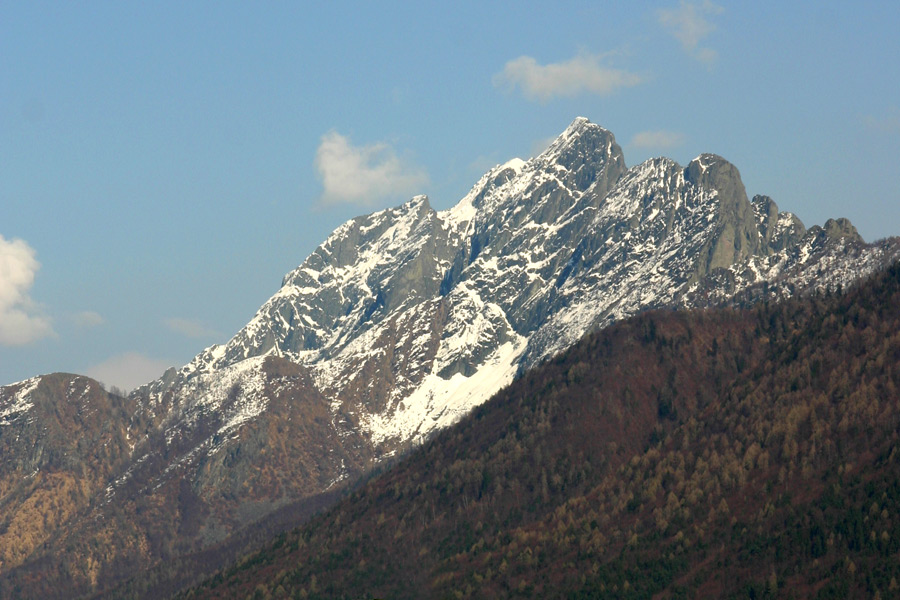
Il Gridone o Monte Limidario
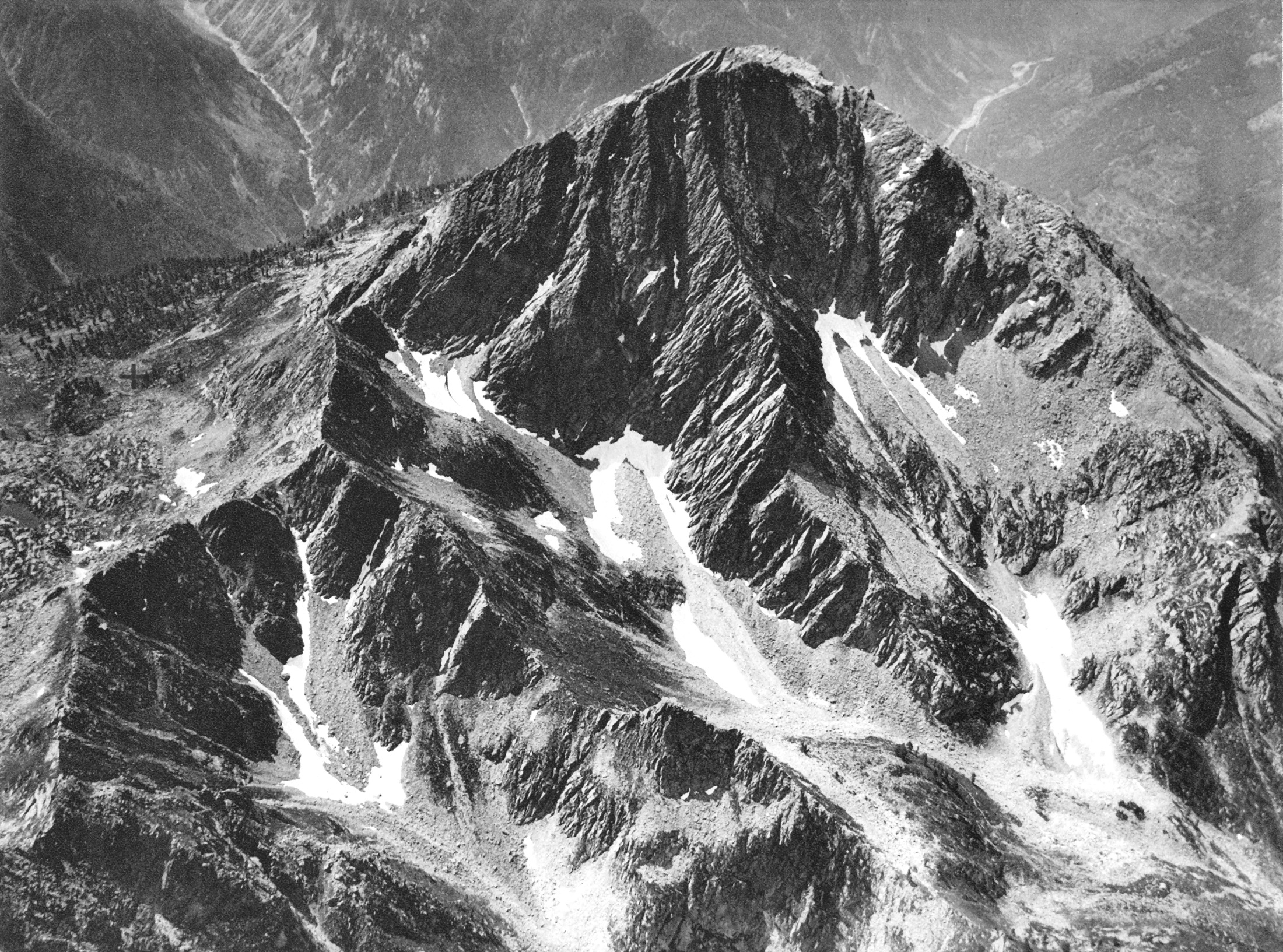
Il Pizzo Ruscada

## Storia

Valle Vigezzo in una foto del 1910

La Valle Vigezzo fu dapprima popolata da popolazioni di origine celtica, in gran parte Leponzi e Insubri. In seguito alla caduta dell'Ossola sotto l'invasione romana, dopo la Guerra Alpina dell'8 a.C. la Val Vigezzo vide in Santa Maria Maggiore il maggior fulcro politico, amministrativo e giuridico. La valle fu popolata in seguito alla caduta dell'Impero romano d'Occidente e alle continue invasioni barbariche, che costringevano alla ricerca di luoghi più sicuri. Tra il 1014 ed il 1381 divenne una confederazione autonoma protetta dal Comune di Novara. Successivamente passò in mano ai Visconti, che si garantirono così il controllo della via che congiungeva il Passo del Sempione con il Canton Ticino. Il 9 febbraio 1442 fu infeudata da Filippo Maria Visconti ai fratelli Carlo e abate Giberto Borromeo e a questa famiglia appartenne per i successivi secoli fino all'arrivo dei francesi nel 1797.
La peculiarità di essere valle di transito ha contraddistinto marcatamente il suo passato, portando alla formazione e successiva emigrazione verso le città italiane ed europee di molti lavoratori svincolati dall'economia di sussistenza tipica delle vallate alpine come spazzacamini, fumisti, spalloni, pittori e professionisti. Ancor oggi rimangono testimonianze di ciò ed è visitabile a Santa Maria Maggiore il Museo dello spazzacamino e la Scuola di Belle Arti Rossetti Valentini, oggi adibita a Pinacoteca. Il mestiere di spazzacamino segnò per secoli la vita dei valligiani, tanto che in alcune carte delle Alpi nel 1548 quest'area venne emblematicamente definita come la Valle degli Spazzacamini.
Fra il 18 e il 19 aprile 1944, il territorio compreso fra la Val Vigezzo e la Valle Onsernone fu oggetto di un fallito tentativo di invasione nazi-fascista che fu immediatamente respinto dalla parte nemica.

## Natura

### Una grande varietà di specie vegetali[6]
La Valle Vigezzo si estende dal piano collinare (fino a 800 m) al montano (800–900 m), fino al piano alpino, sopra i 2000 m. e la vegetazione è costituita da boschi di latifoglie che dominano nel piano collinare-montano inferiore: quercia, acero, faggio, castagno. Tra questi, il faggio può formare boschi misti con abete bianco; boschi di conifere sono, invece, presenti nel piano montano superiore e nel piano alpino, dove generalmente formano il limite degli alberi, soprattutto larici. Al di sopra del limite degli alberi ci sono arbusti e prateria alpina.
Tra i 400 e i 700 metri si trovano castagno, quercia, acero, salice, ciliegio, nocciolo, maggiociondolo, corniolo, agrifoglio, rovospinoso, betulla, robinia, ginestra, ginepro.
Tra i 700 e i 1600 metri: faggio, mirtillo, biancospino selvatico, brugo, pino silvestre, abete rosso, mirtillo, lampone, sorbo, tiglio, noce.
Oltre i 1600 metri: abete bianco, larice.
Fiori: narciso, primula, giallotarassaco, margheritina, trifoglio, croco, soldanella, anemone epatica, bucaneve, campanula, botton d'oro, sambucina, geranio selvatico, genziana, rododendro, nontiscordardimé, fiordistecco, rabarbaro alpino, rosa violacea, mughetto, arnica, ginestra, potentilla tormentilla (fiore simbolo del comune di malesco), iperico.

### Funghi della Val Vigezzo

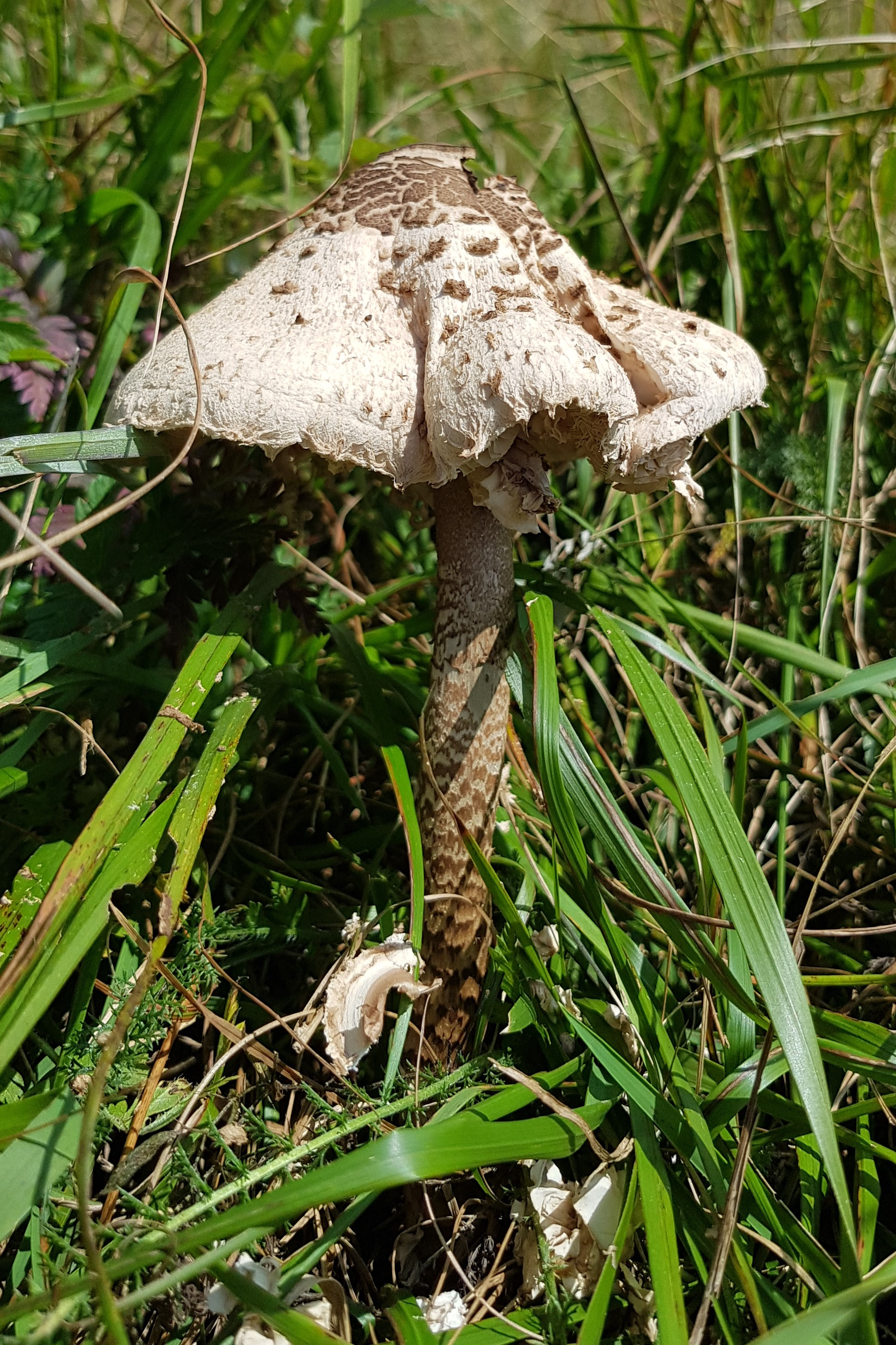
Una Mazza di tamburo alla Colma di Toceno

Nei boschi della valle cresce una grande varietà di funghi. Tra questi ci sono: Amanita Muscaria, Mazza di Tamburo, Porcini, Finferli, Ramaria, Chiodini, Leccini.

### Le specie animali in Valle Vigezzo[7]
La fauna è formata da specie tipiche di habitat montani, come ungulati (cervi, camosci, caprioli), ma anche volpi, tassi, scoiattoli, ricci, e diverse specie di uccelli (rapaci e non); presenti anche diversi rettili e anfibi.
- Mammiferi: camoscio, cervo, capriolo, stambecco, scoiattolo, topo quercino, lepre variabile, ghiro, arvicola agreste, volpe, faina, martora, tasso, riccio, marmotta, pipistrelli.
- Uccelli: aquila reale, falco, gufo reale, allocco, civetta, fagiano, quaglia, pernice, gallo forcello, gracchio alpino, picchio, cuculo, rondone alpino.
- Rettili: vipera, milordo, orbettino, ramarro
- Pesci e Anfibi: trota, rana, rospo, salamandra.

## Cultura

### Prodotti tipici

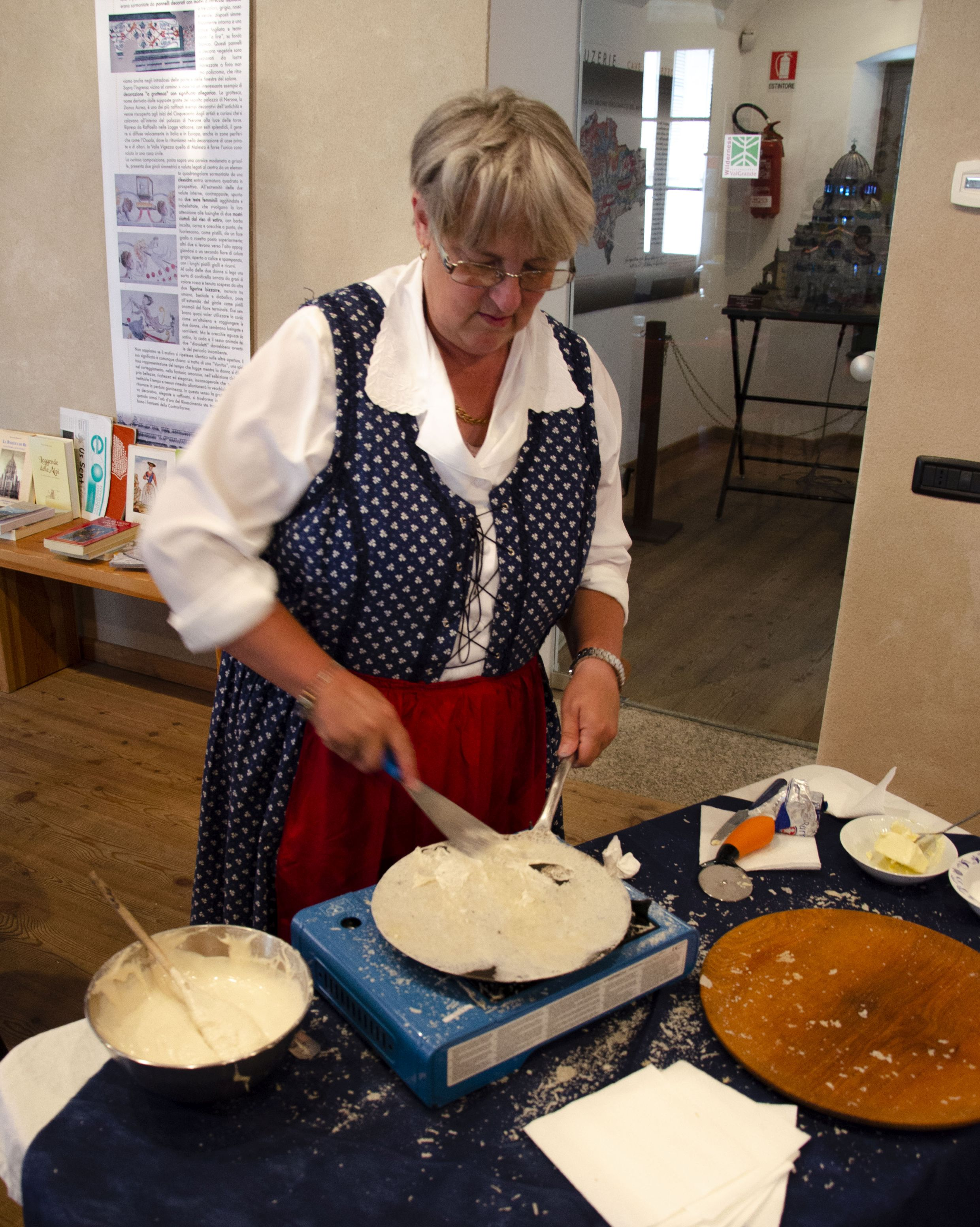
Preparazione dei Runditt.

Tra i vari prodotti tipici della gastronomia vigezzina vi sono: polenta, formaggi e latticini di mucca, capra e a pasta mista, capretto, prosciutto crudo vigezzino (dolce e affumicato), salamini e violini di capra, pane nero di Coimo, "Stinchett" (chiamati anche "Runditt" a Malesco, sono sottili sfoglie preparate con acqua, farina bianca, cotte su una piastra d'acciaio e condite con burro e sale), "Amiasc" (a Coimo, simili agli "Stinchett" ma preparati con farina bianca e farina di grano saraceno, condite con burro cotto e sale), digestivi a base di erbe e grappe. Molte di queste specialità sono inserite tra i prodotti agroalimentari tradizionali piemontesi.
In Val Vigezzo si produce anche un vino rosso, il Prunent, un clone del Nebbiolo di cui si ha traccia nella storia ossolana già dal XIV secolo.

## Turismo

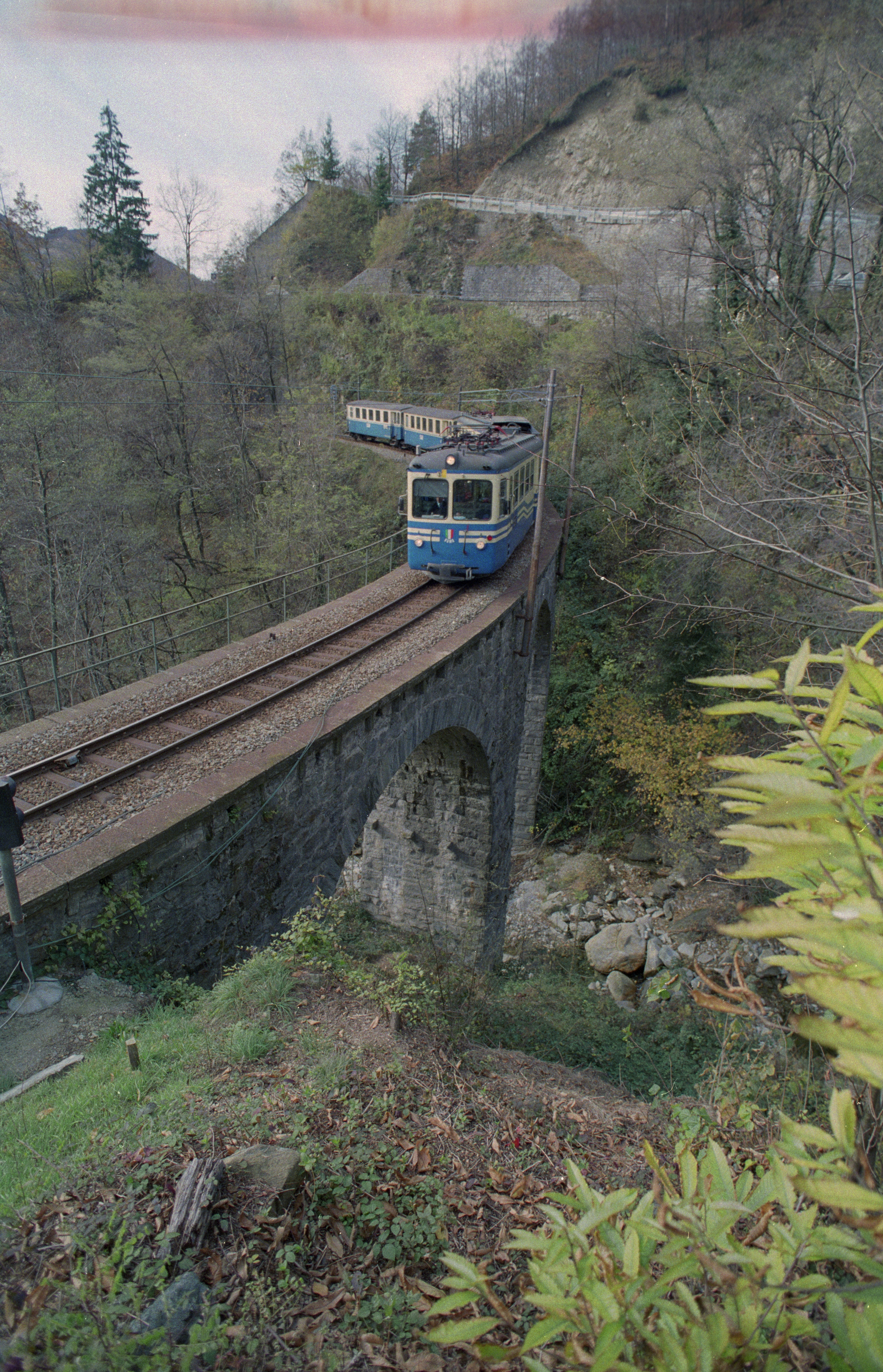
La "Vigezzina" nel 1992

Dal 1907 circa, anno di apertura della strada internazionale "Centovalli" vi è stato uno sviluppo delle attività turistiche con ospiti provenienti principalmente dalle terre novaresi, milanesi e con clientela internazionale. Nel 1923, grazie all'entrata in funzione della ferrovia internazionale Domodossola-Locarno, detta anche "Vigezzina" il turismo ebbe una spinta maggiore.
In valle si trovano strutture turistiche costruite nei primi del novecento, ancora adesso attive. Fra queste si può ricordare la colonia di Druogno intitolata a "Luigi Razza" che già nei tempi del fascismo accoglieva centinaia di bambini nel periodo estivo. La struttura è ancora in funzione e nell'ala est è stato recentemente inaugurato un museo di concezione multimediale.
Vigezzo è nota come "Valle dei Pittori" perché terra natale di molti artisti che nei secoli hanno avuto fortuna per il mondo e si sono ispirati per le loro opere proprio ai panorami della valle. Fra questi Giuseppe Borgnis, Giacomo Rossetti, Lorenzo e Bernardino Peretti. Santa Maria Maggiore è sede della scuola Rossetti Valentini, Accademia di Belle Arti (unica nel suo genere in tutto l'arco alpino) fondata dal pittore Giovanni Maria Rossetti Valentini nel 1878, affinché i giovani di talento potessero seguire i corsi di disegno e ornato (decorazione) gratuitamente; qui, sotto la guida del maestro Enrico Cavalli dal 1881 al 1892, nacque e si sviluppò un cenacolo di artisti – tra i quali ricordiamo Giovanni Battista Ciolina, Gian Maria Rastellini, Maurizio Borgnis, i fratelli Silvio e Dario Giorgis, Lorenzo Peretti Junior e Carlo Fornara – che acquistarono fama nazionale e internazionale.
Fra le molte chiese e cappelle disseminate nella Valle, spicca il grande Santuario di Re, noto per il miracolo della Madonna del Sangue, verificatosi nel 1494. Il luogo sacro sorge su un'antica chiesa del 1609, poi ampliata nel 1922 e inaugurata nel 1958 atta ad accogliere i numerosi fedeli che si recano in pellegrinaggio per adorare l'immagine della Madonna.

## Sport
La Valle Vigezzo è ben conosciuta dagli appassionati dell'escursionismo e degli sport invernali, soprattutto dagli amanti dello sci di fondo. Si può però praticare anche sci alpino, a Druogno si trova una sciovia, mentre alla Piana di Vigezzo, frazione di Craveggia, si snoda un piccolo comprensorio sciistico formato da 10 piste servite da 4 impianti di risalita e si può praticare anche downhill. La Piana di Vigezzo si raggiunge tramite una moderna cabinovia che parte da Prestinone di Craveggia. È presente una sciovia con pista da sci anche a Malesco.
In estate si possono praticare anche il tennis, il nuoto, il tiro con l'arco, il golf, il calcio, l'arrampicata sportiva e l'equitazione grazie alla presenza di numerosi impianti.

### Impianti di risalita della Piana di Vigezzo
- Cabinovia Prestinone-La Piana, costruita dalla ditta Leitner nel 2004
- Seggiovia Cima Trubbio, costruita dalla ditta Leitner nel 1979
- Seggiovia Cima Due, costruita dalla ditta Sacif nel 1998
- Sciovia Gugnin, costruita dalla ditta Leitner nel 2004
- Seggiovia Arvogno-La Cima, costruita dalla ditta Leitner nel 2002

### Escursionismo

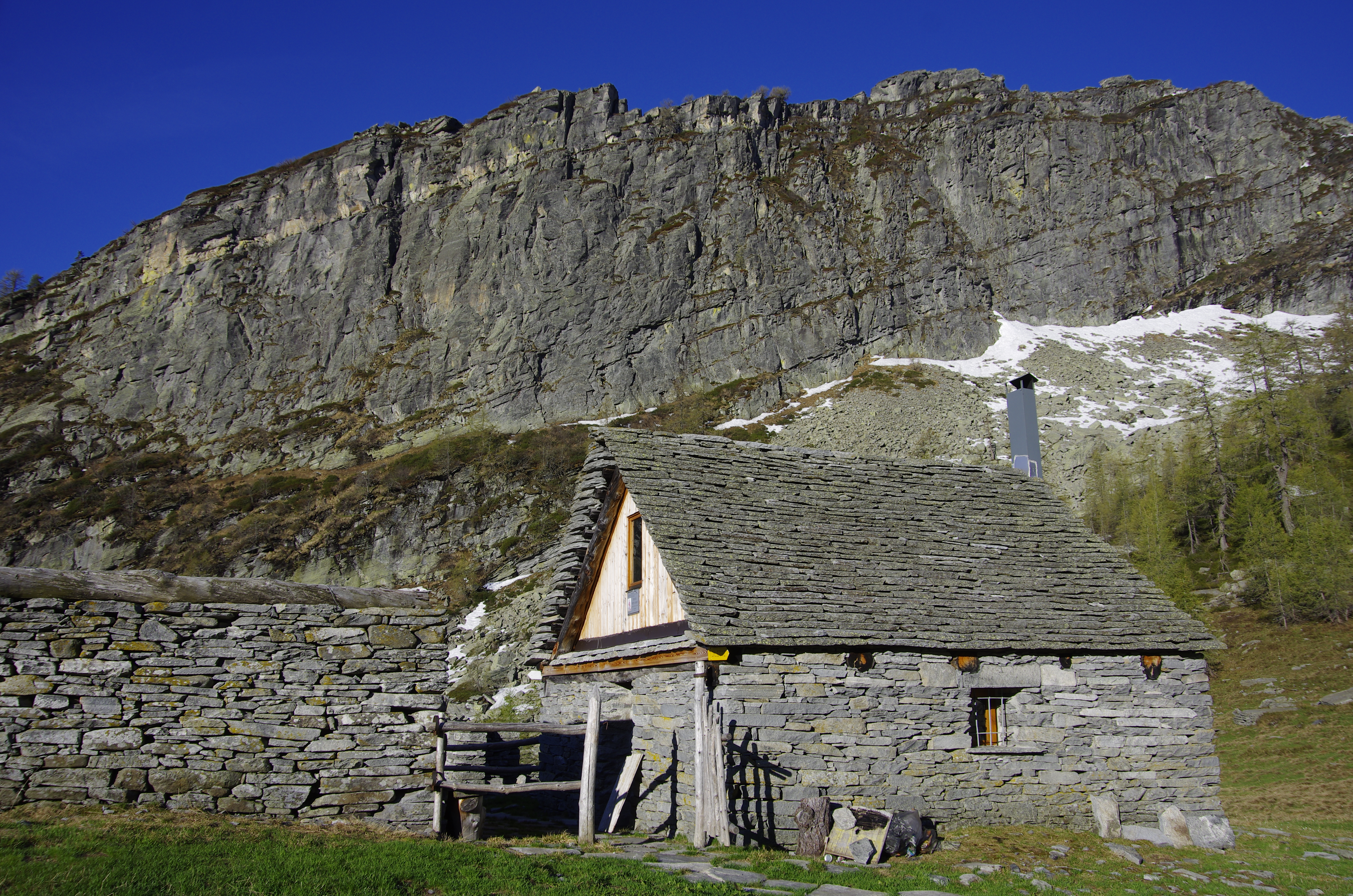
Il bivacco Pietro Amodei all'Alpe Pianezza (Craveggia)

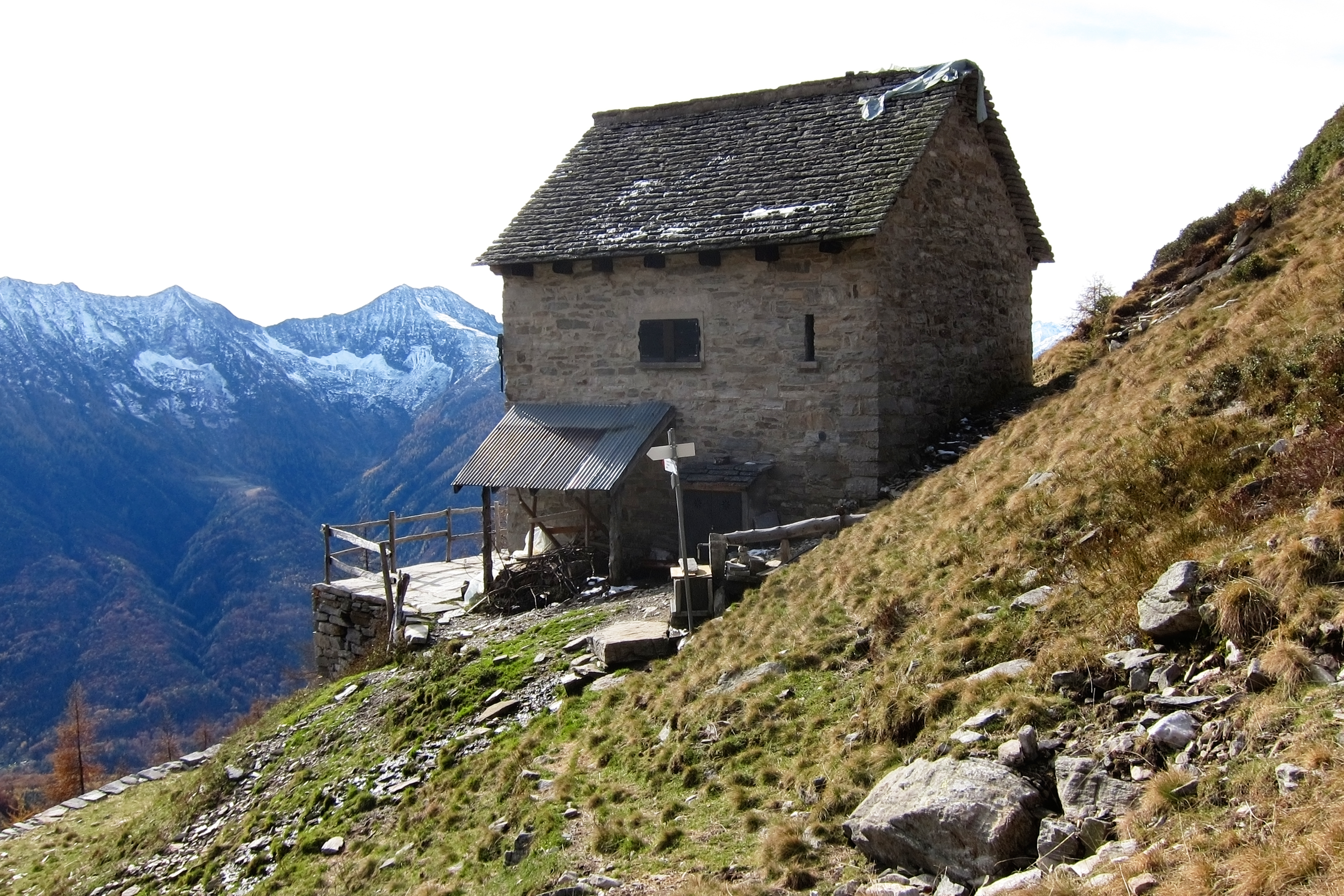
Il Rifugio Usuelli all'Alpe Burial (Albogno)

La Valle Vigezzo rappresenta un terreno ideale per l'escursionismo, sia per la morfologia del territorio che per le tradizioni storico-culturali. I numerosi itinerari sono fruibili a piedi, in bicicletta e a cavallo da un vasto numero di appassionati data l'assenza di cime alpinistiche e la ricchezza di ambienti e paesaggi.
La Via del Mercato, un itinerario del percorso CoEUR - Nel cuore dei cammini d'Europa, attraversa l'intera valle, toccando molti punti d'interesse della zona e mettendo in comunicazione Domodossola con Locarno.
Nella valle sono presenti diversi rifugi alpini e bivacchi che si possono usare come punto di appoggio per escursioni, traversate o attività alpinistiche. Tra questi ci sono:
- Bivacco Pietro Amodei - in località Alpe Pianezza (comune di Craveggia, in valle Onsernone)[12]
- Rifugio Primo Bonasson - in località alpe Cortevecchio (comune di Santa Maria Maggiore, in valle Isorno)[13]
- Bivacco Alpe Bondolo - in località alpe Bondolo, (comune di Santa Maria Maggiore, in Val Loana)[14]
- Rifugio Dante Castelnuovo "al Cedo" - in località alpe Cedo (comune di Santa Maria Maggiore)
- Rifugio Cortina - in località alpe Cortina (comune di Druogno)
- Rifugio Fondomonfracchio - in località alpe Fondo Monfracchio (comune di Craveggia, in valle Onsernone)
- Bivacco Greppi Emilio - in località alpe di Ruggia (comune di Toceno, in valle Onsernone)[15]
- Bivacco Pluni - in località alpe Pluni (comune di Valle Cannobina, valle omonima)
- Rifugio Regi - in località alpe Forno (comune di Santa Maria Maggiore)
- Bivacco dell'Alpe Scaredi - in località alpe Scaredi (comune di Malesco, in Val Loana)
- Rifugio Usuelli - in località alpe Burial (comune di Druogno)

### Arrampicata

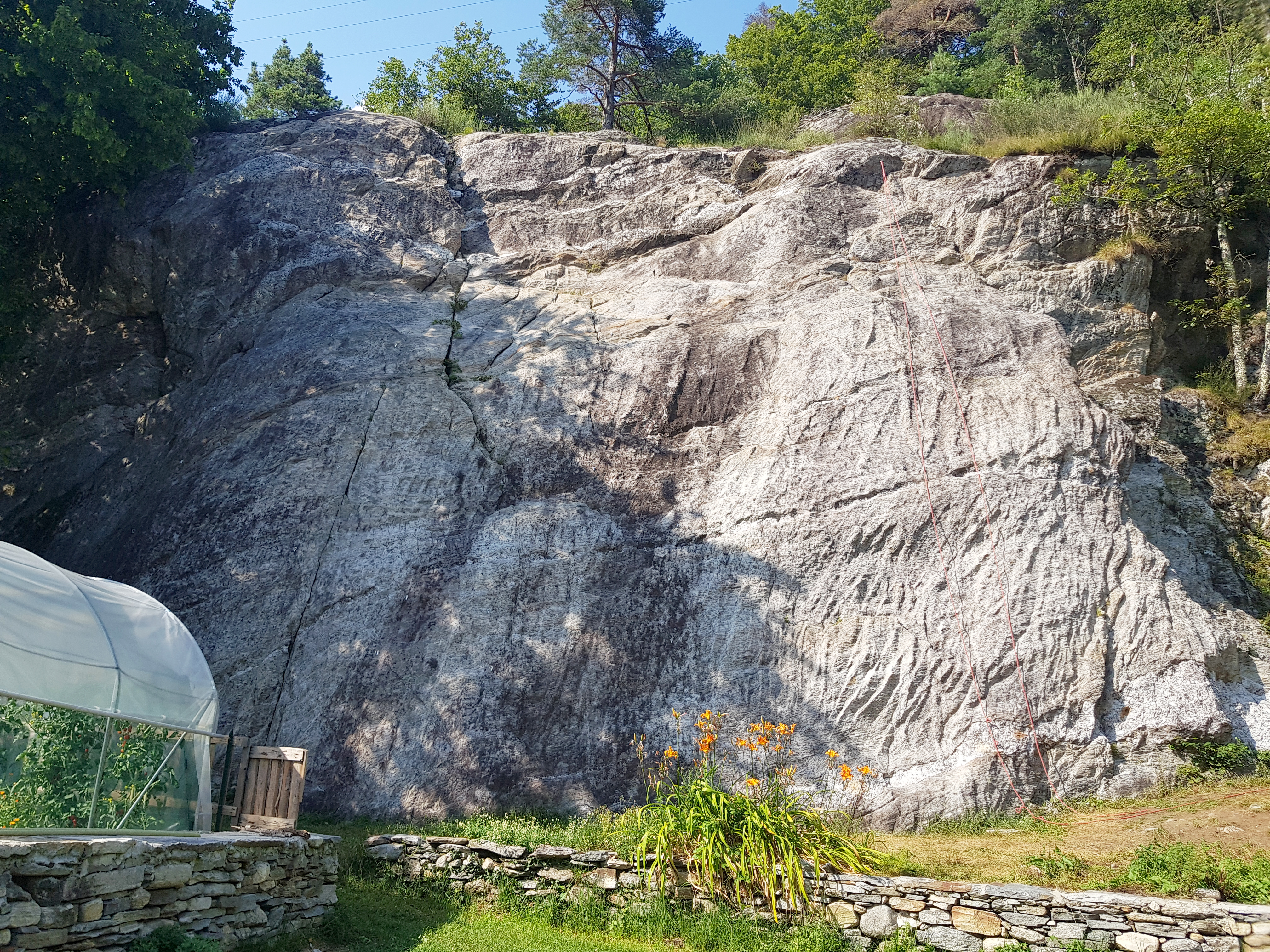
La palestra di roccia di Zornasco

In val Vigezzo vi sono diverse placche e pareti rocciose su cui viene pratica l'arrampicata sia alpinistica che sportiva. Sono presenti in valle anche alcune falesie attrezzate nel comune di Villette come ad esempio la palestra di roccia intitolata a Primo Bonasson (5a-7c) e i quattro settori della falesia di Villette cioè le Viette, il Sasso Bianco, il Giglio e il Pilastrino (6b-8b). Esiste anche una falesia più piccola e con gradi più ridotti che si trova nella frazione di Zornasco (4c-6b). La roccia in queste zone è tipicamente quella dello gneiss grigio e ruvido. Negli anni sono state tracciate numerose vie alpinistiche sui monti della valle come quelle sulla Punta Sergio, sulle rocce del Gridone o sulla cresta nord della Pioda di Crana.

## Demografia dei Comuni

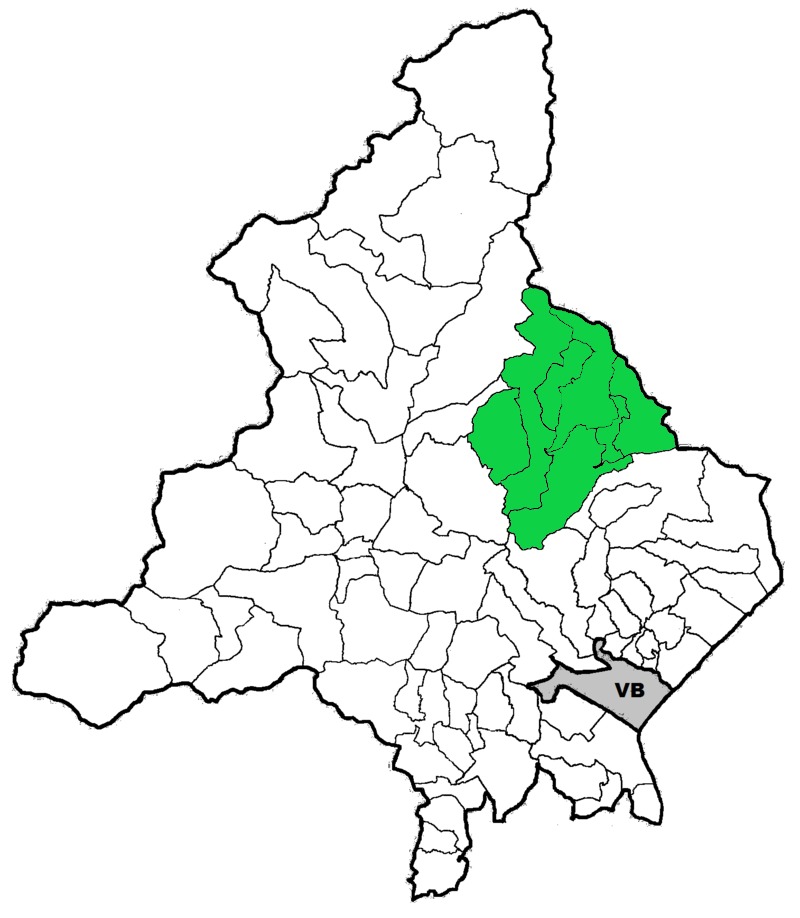
La Val Vigezzo (in verde) nel VCO

Nel dettaglio fanno parte della Valle Vigezzo i seguenti 7 comuni:
| Posizione    | Stemma | Città                | Popolazione (ab) | Superficie (km²) | Densità (ab/km²) | Altitudine (m s.l.m.) | Altitudine Minima (m s.l.m.) | Altitudine Massima (m s.l.m.) |
| ------------ | ------ | -------------------- | ---------------- | ---------------- | ---------------- | --------------------- | ---------------------------- | ----------------------------- |
| 1º           |        | Malesco              | 1 363            | 43,18            | 31,6             | 761                   | 686                          | 2182                          |
| 2º           |        | Santa Maria Maggiore | 1 271            | 53,71            | 23,7             | 816                   | 767                          | 2572                          |
| 3º           |        | Druogno              | 1 065            | 29,61            | 36,0             | 836                   | 574                          | 2281                          |
| 4º           |        | Craveggia            | 760              | 36,22            | 21,0             | 889                   | 759                          | 2558                          |
| 5º           |        | Toceno               | 752              | 15,77            | 45,7             | 907                   | 799                          | 2282                          |
| 6º           |        | Re                   | 687              | 27,15            | 25,3             | 710                   | 521                          | 1923                          |
| 7º           |        | Villette             | 266              | 7,38             | 36,0             | 807                   | 660                          | 1966                          |
| Totale Valle | –      | –                    | 6132             | 213,02           | 28,8             | -                     | 521                          | 2572                          |

Il comune di Masera, pur avendo gran parte del proprio territorio comunale in Valle e nonostante si trovi presso l'imboccatura di quest'ultima, non viene considerato come comune vigezzino, poiché orbita socio-economicamente sulla città di Domodossola.

## Galleria d'immagini

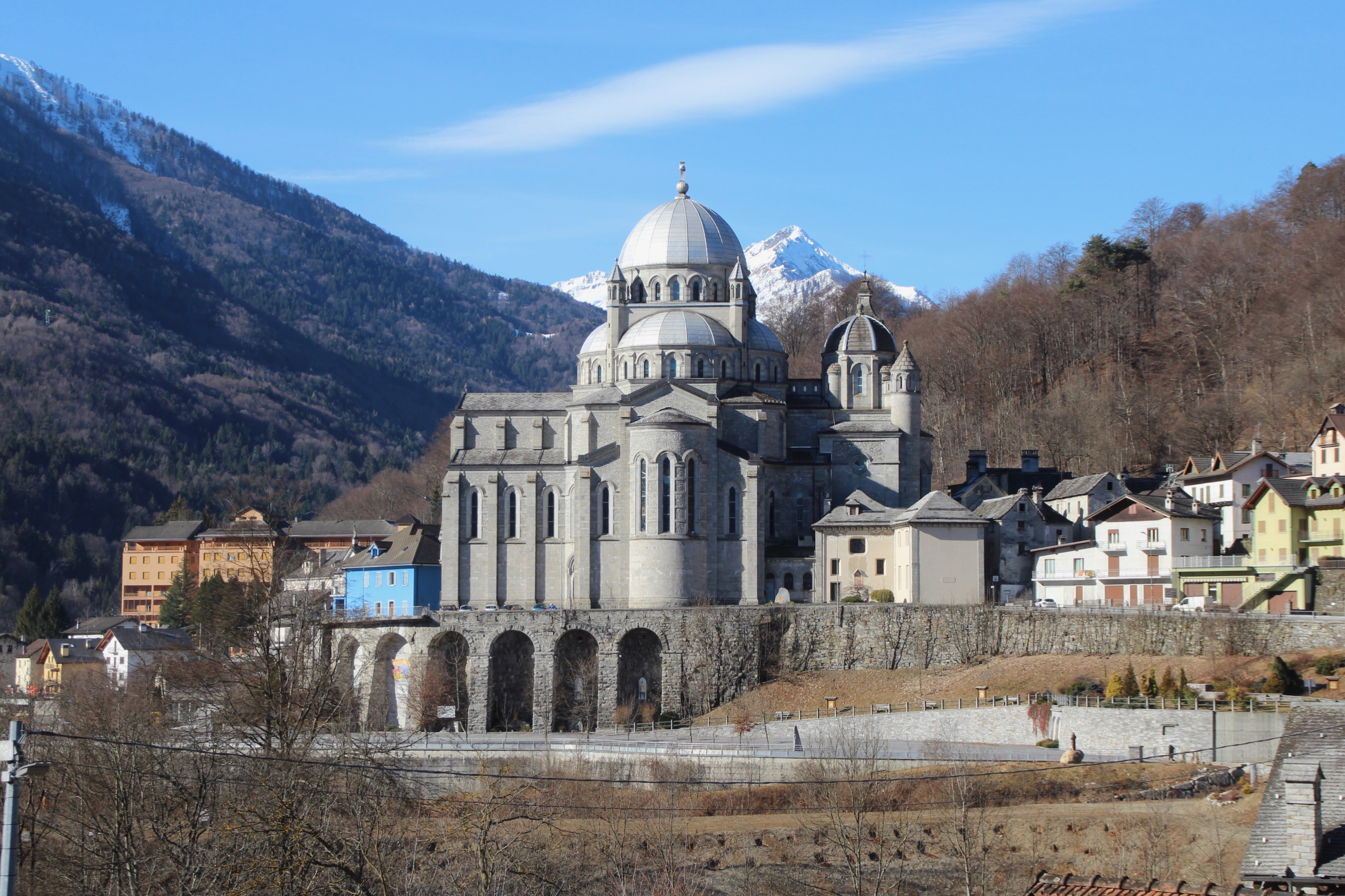
Il santuario di Re
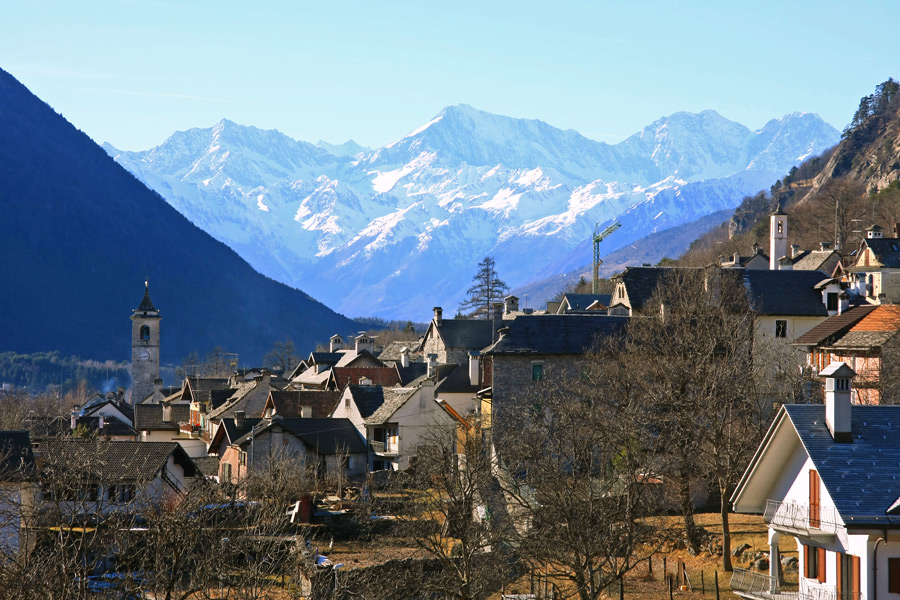
La località Villette
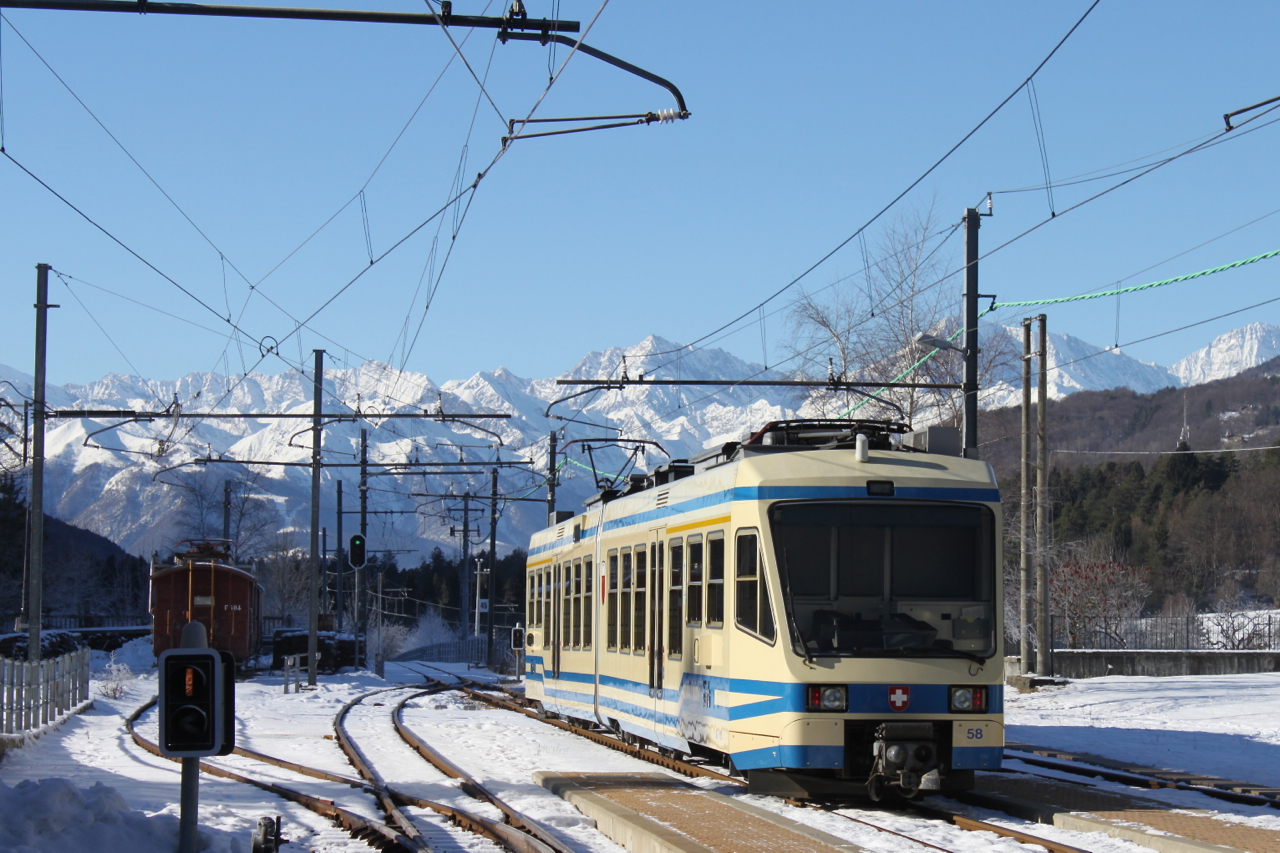
La Stazione di Santa Maria Maggiore
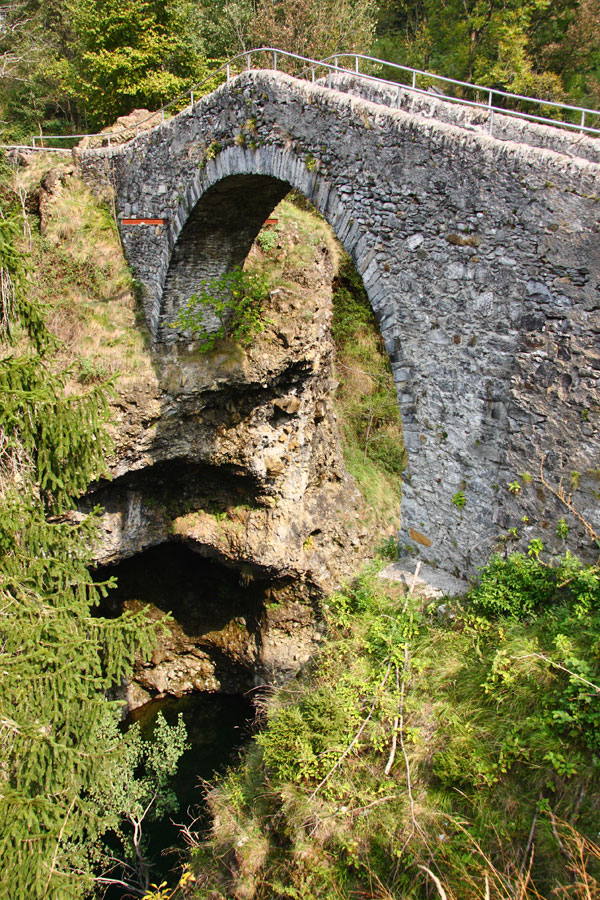
Il ponte Malione nel comune di Re
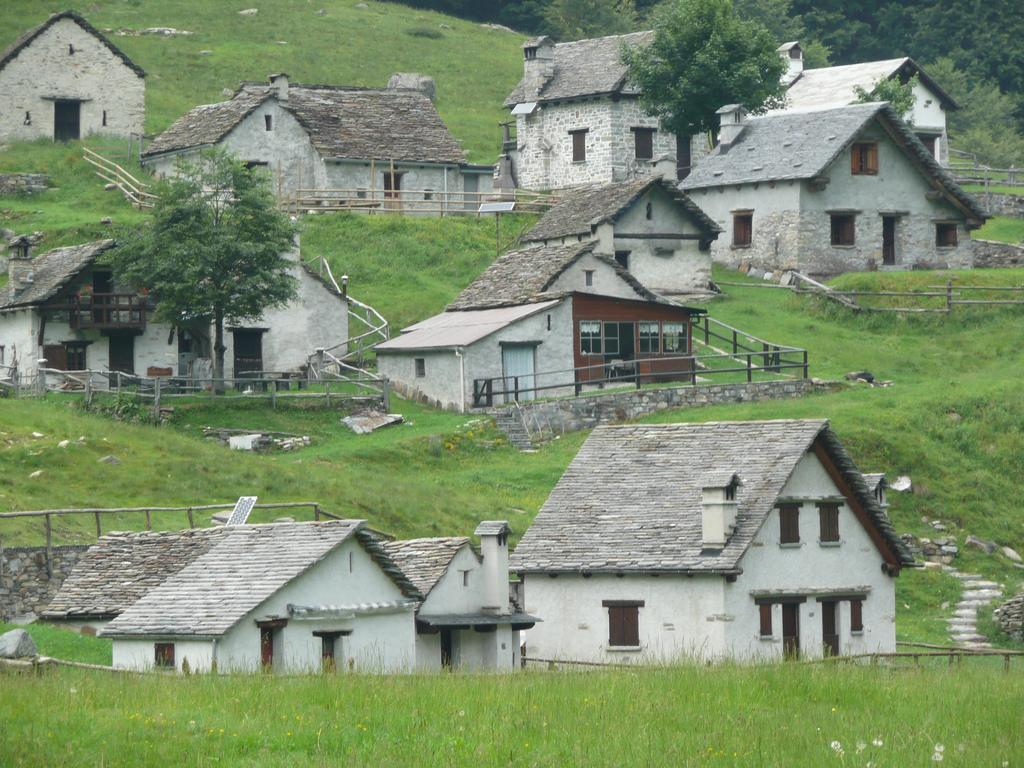
L'alpeggio Alpe Cascine in Val Loana
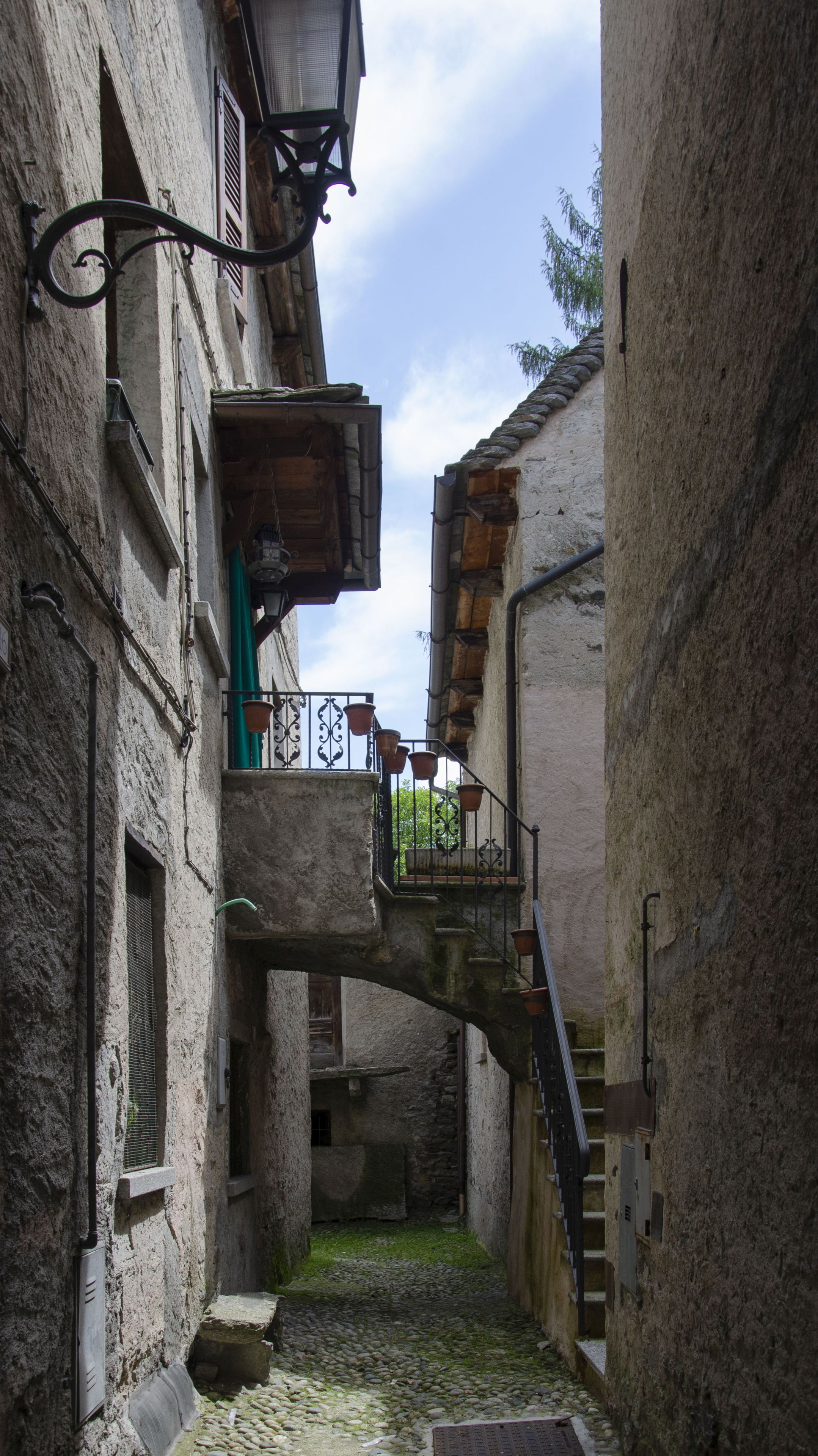
Vie di Malesco
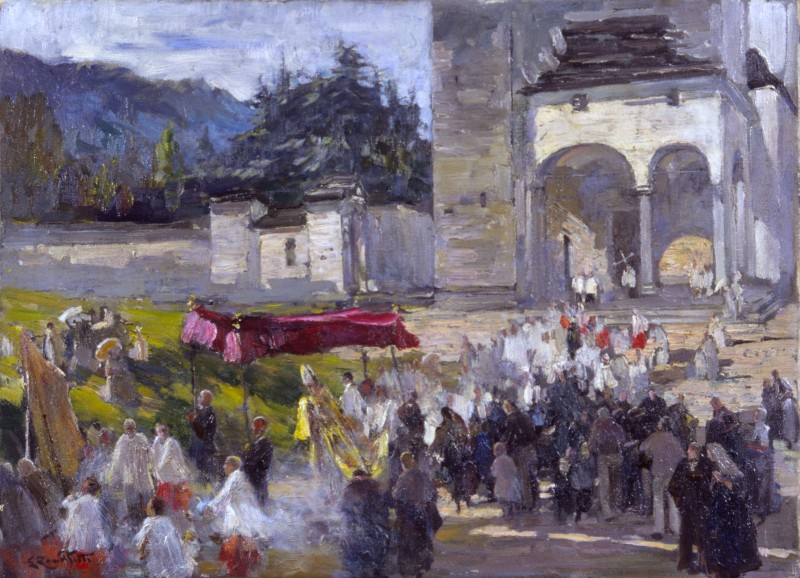
La Val Vigezzo in un'opera di Zambeletti Lodovico
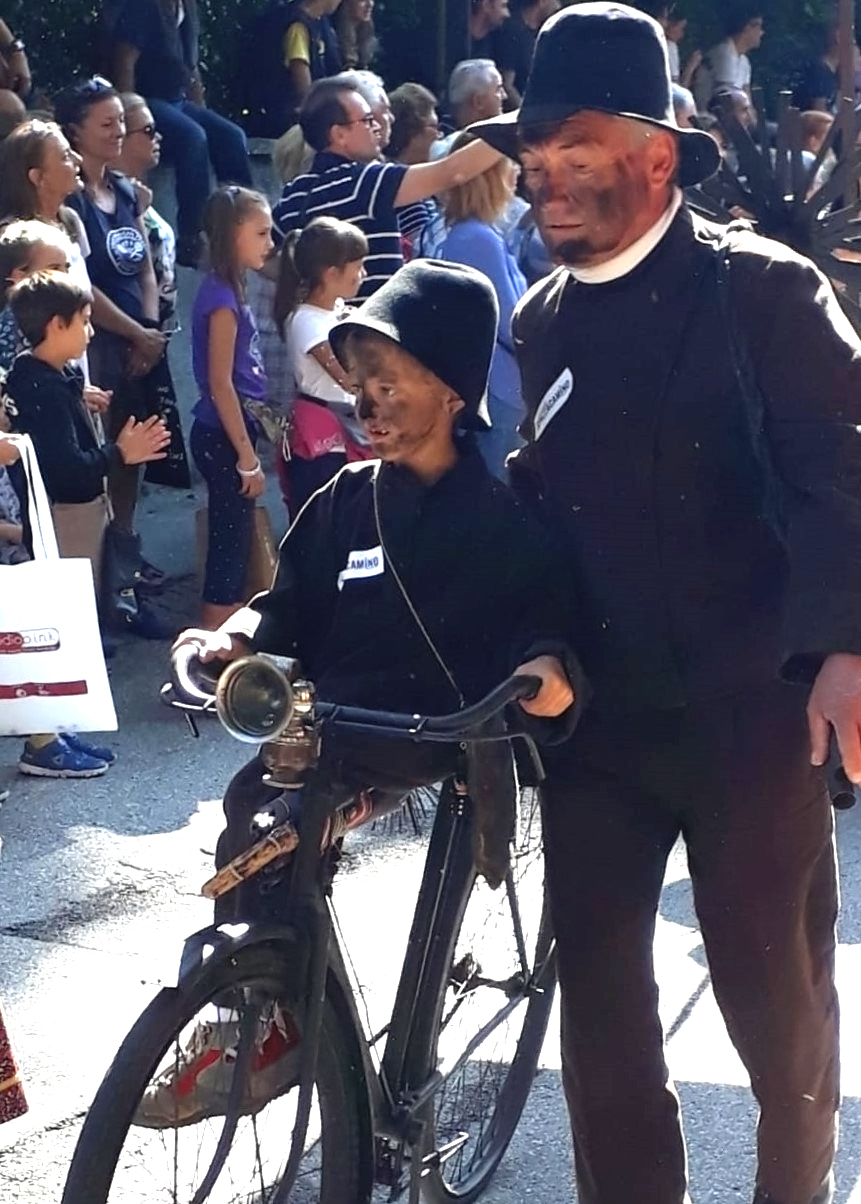
Il raduno internazionale degli spazzacamini a Santa Maria Maggiore